# Gampsocera unipunctata
Gampsocera unipunctata är en tvåvingeart som beskrevs av Becker 1911. Gampsocera unipunctata ingår i släktet Gampsocera och familjen fritflugor. Inga underarter finns listade i Catalogue of Life.